# Delias doylei
Delias doylei is een vlindersoort uit de familie van de Pieridae (witjes), onderfamilie Pierinae.
Delias doylei werd in 1955 beschreven door Sanford & Bennett.